# Canton de Dieulouard
Le canton de Dieulouard est une ancienne division administrative française qui était située dans le département de Meurthe-et-Moselle et la région Lorraine.

## Géographie
Ce canton est organisé autour de Dieulouard dans l'arrondissement de Nancy. Son altitude varie de 171 mètres à Pagny-sur-Moselle jusqu'à 378 mètres sur la commune de Prény pour une altitude cantonale moyenne de 226 mètres.

## Histoire
Il a été créé en 1984 (décret du 24 décembre 1984) à partir du canton de Pont-à-Mousson.

## Administration
| Période      | Période      | Identité                    | Étiquette        | Qualité |
| ------------ | ------------ | --------------------------- | ---------------- | --- |
| 1985         | 1987 (décès) | Michel Bertelle (1937-1987) | PCF "Rénovateur" | Maire de Blénod-lès-Pont-à-Mousson (1977-1987) Conseiller général du Canton de Pont-à-Mousson (1982-1985)                                            |
| 29 mars 1987 | 1994         | Yvon Tondon                 | PS               | Ouvrier électricien Député (1978-1986), Maire de Pont-à-Mousson (1989-1995), conseiller général du canton de Pont-à-Mousson (1976-1982 et 1985-1987) |
| 1994         | 2001         | Christian Leclerc           | PS               | Agent SNCF, médiateur social, maire de Blénod-lès-Pont-à-Mousson (1987-1998)                                                                         |
| 2001         | 2015         | Yvon Biston                 | PS               | Fonctionnaire, maire de Dieulouard (1995-2008) |

## Composition
Le canton de Dieulouard groupe 11 communes et compte 19 845 habitants (recensement de 1999 sans doubles comptes).
| Communes                  | Population (2012) | Code postal | Code Insee |
| ------------------------- | ----------------- | ----------- | ---------- |
| Blénod-lès-Pont-à-Mousson | 4 899             | 54700       | 54079      |
| Dieulouard                | 4 838             | 54380       | 54157      |
| Fey-en-Haye               | 64                | 54470       | 54193      |
| Jezainville               | 889               | 54700       | 54279      |
| Maidières                 | 1 366             | 54700       | 54332      |
| Montauville               | 1 092             | 54700       | 54375      |
| Norroy-lès-Pont-à-Mousson | 1 046             | 54700       | 54403      |
| Pagny-sur-Moselle         | 4 078             | 54530       | 54415      |
| Prény                     | 340               | 54530       | 54435      |
| Vandières                 | 929               | 54121       | 54546      |
| Villers-sous-Prény        | 340               | 54700       | 54579      |

## Démographie
| 1962   | 1968   | 1975   | 1982   | 1990   | 1999   | 2009   |
| ------ | ------ | ------ | ------ | ------ | ------ | ------ |
| 15 377 | 17 583 | 18 222 | 19 005 | 19 833 | 19 845 | 19 614 |